# War Heroes
Albums de Jimi Hendrix
More Experience
(1972) Loose Ends
(1973)
War Heroes est le troisième album studio posthume de Jimi Hendrix sorti en 1972 par Michael Jeffery.
Réédité en CD en 1988, l'album n'est plus disponible à la vente par la suite.

## Contenu
Publié en 1972, War Heroes est le troisième album studio post mortem de l'ère Jeffery, après Cry of Love et la fausse bande originale du film Rainbow Bridge, mais ne jouit pas d'une très bonne réputation. Une bonne partie du matériel publié ici ne serait d'ailleurs probablement pas sortie dans l'immédiat si Jimi Hendrix n'était pas mort deux ans auparavant. Eddie Kramer, qui était son ingénieur du son en titre et qui avait coproduit la plupart de ses albums, a produit l'album avec John Jansen, en vantant la qualité des morceaux publiés bien que Jimi Hendrix en avait refusé la publication de son vivant. Eddie Kramer en a par la suite qualifié l'objet de « fonds de tiroir ».
En effet, l'album comporte trois chansons déjà parues en single du vivant de Jimi, à commencer par Highway Chile (parue à l'origine en face B de The Wind Cries Mary en 1967) tandis Stepping Stone et Izabella sont deux nouvelles versions retravaillées par rapport à la version du single Stepping Stone/Izabella. Lors de la réédition discographique de 1997, Highway Chile est publiée en fin d'album Are You Experienced, tandis que Stepping Stone et Izabella apparaissent tous deux (avec l'instrumental Begginning) sur le cinquième album du guitariste First Rays of the New Rising Sun comportant les dernières chansons. Toutefois, Jeffery s'est trompé dans les crédits d'enregistrements de l'album en indiquant que la version d'Izabella publiée ici provient des sessions au Hit Factory du 28 et 29 août 1969 alors qu'en réalité c'est la version définitive qui apparait.
Le reste de l'album comporte une reprise chantée (Bleeding Heart), deux reprises instrumentales (Tax Free et Three Little Bears), deux morceaux sans chant structurés jazzy (Beginnings - joué au festival de Woodstock - et Midnight) et une chute "gag" de studio (notamment une version solo du Peter Gunn de Henry Mancini et un tango nommé Catastrophe). Seule Beginnings est également publiée en 1997 sur l'album First Rays of the New Rising Sun. La chanson Bleeding Heart et les instrumentaux Midnight et Tax Free sont par la suite publiés sur l'album posthume South Saturn Delta paru également en 1997. Three Little Birds est republié dans l'EP Merry Christmas and Happy New Year en 1999 tandis que Peter Gunn/Catastrophe apparait dans le coffret West Coast Seattle Boy: The Jimi Hendrix Anthology en 2010.
Le cocktail pourrait paraître indigeste : il n'en est rien. C'est au contraire un album intéressant, joué avec les musiciens et des ingénieurs du son de qualité et accrédités par l'artiste. Il comporte des solos typiquement hendrixiens. Il n'est plus réédité depuis les années 1990 et n'est plus disponible à la vente.

## Les titres
Toutes les chansons sont écrites et composées par Jimi Hendrix, sauf mention contraire.
| War Heroes | War Heroes                                                | War Heroes | War Heroes | War Heroes | War Heroes | War Heroes | War Heroes | War Heroes | War Heroes |
| No         | Titre                                                     | Enregistrement | Durée      |            |            |            |            |            |            |
| ---------- | --------------------------------------------------------- | --- | ---------- | ---------- | ---------- | ---------- | ---------- | ---------- | ---------- |
| 1.         | Bleeding Heart (Elmore James)                             | 24 mars 1970 au Record Plant Studios, New York et juin 1970 aux studios Electric Lady, New York                                                         | 3:12       |            |            |            |            |            |            |
| 2.         | Highway Chile                                             | 3 avril 1967 aux studios Olympic, Londres | 3:34       |            |            |            |            |            |            |
| 3.         | Tax Free (Bo Hansson, Janne Carlsson)                     | 26 janvier 1968 et 28 janvier 1968 aux studios Olympic, Londres, puis 1er mai 1968 au Record Plant Studios, New York                                    | 4:58       |            |            |            |            |            |            |
| 4.         | Peter Gunn / Catastrophe (Henry Mancini, arr. by Hendrix) | 14 mai 1970 au Record Plant Studios, New York | 2:20       |            |            |            |            |            |            |
| 5.         | Stepping Stone                                            | 7 janvier 1970, 17 janvier 1970 et 20 janvier 1970 à Record Plant Studios à New York, puis overdubs le 26 juin 1970 aux studios Electric Lady, New York | 4:11       |            |            |            |            |            |            |
| 6.         | Midnight                                                  | 1er avril 1969 et 3 avril 1969 aux studios Olmstead, New York                                                                                           | 5:35       |            |            |            |            |            |            |
| 7.         | 3 Little Bears                                            | 2 mai 1968 à Record Plant Studios à New York (sessions de l'album Electric Ladyland)                                                                    | 4:16       |            |            |            |            |            |            |
| 8.         | Beginning (Mitch Mitchell)                                | 1er juillet 1970 (enregistrement) et 22 août 1970 (mixage) à l'Electric Lady Studios à New York                                                         | 4:13       |            |            |            |            |            |            |
| 9.         | Izabella                                                  | 17 janvier 1970 à Record Plant Studios, New York, puis overdubs en juin 1970 aux studios Electric Lady, New York                                        | 2:51       |            |            |            |            |            |            |
| 35:20      |                                                           | |            |            |            |            |            |            |            |

## Musiciens
- Jimi Hendrix - Guitare électrique, chant
- Billy Cox - Basse sauf indication contraire
- Noel Redding - Basse sur Highway Chile, Tax Free et Midnight
- Mitch Mitchell - Batterie